# Mabira-Wald

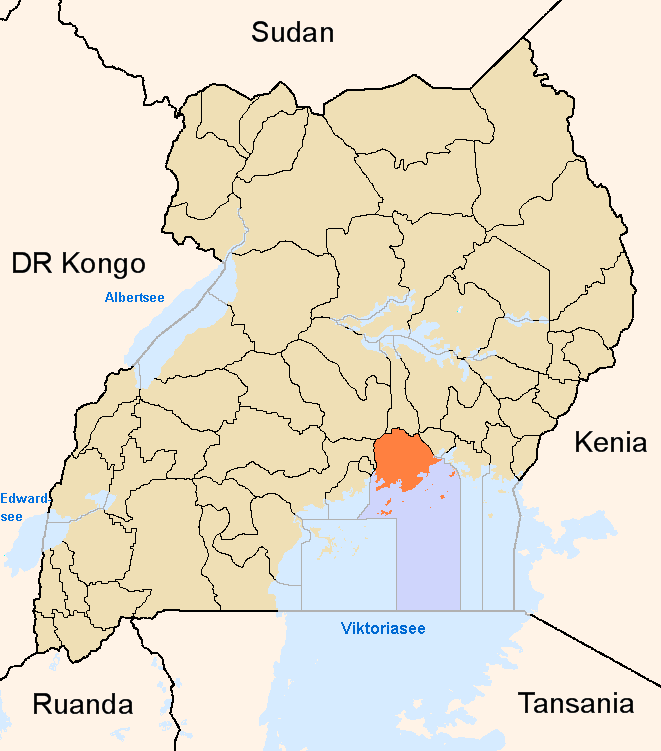
Lage des Mukono-Distrikts in Uganda

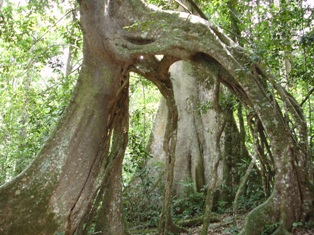
Baum im Mabira-Wald

Der Mabira-Wald ist ein Regenwaldgebiet in Uganda mit einer Fläche von etwa 30.000 Hektar. Er liegt im Distrikt Mukono westlich von Kampala und ist seit 1932 als Reservat geschützt.
Der Wald beherbergt hunderte seltene Lebewesenarten. Im Februar 2007 wurde hier eine neue Affenart, die Uganda-Mangabe, entdeckt. Der Mabira-Wald speichert Millionen Tonnen CO2, liegt auf der Wasserscheide zweier Zuflüsse des Weißen Nils und dient zudem als „Puffer“ gegen die Umweltverschmutzung in angrenzenden Gebieten. Er wird mit Unterstützung der EU zwecks Ökotourismus genutzt.
Die Baganda glauben, dass der Wald die Geister ihrer Ahnen beherbergt.
Bauern, die in den 1980er Jahren illegalerweise in den Mabira-Wald eingedrungen waren, wurden 1992 größtenteils von der Forstwirtschaftsbehörde aus dem Gebiet ausgewiesen. 2007 lösten Abholzungspläne heftige Proteste in Uganda aus.

## Abholzungspläne und Proteste
Die Sugar Corporation of Uganda Limited (Scoul), die zum Unternehmen Mehta Group gehört, wollte ein Drittel des Mabira-Waldes (etwa 7000 Hektar) abholzen, um Anbauflächen für Zuckerrohr zu gewinnen, und hatte bei der ugandischen Regierung die Freigabe dieses Gebietes zur Abholzung beantragt. Staatspräsident Yoweri Museveni und dessen Kabinett unterstützten das Vorhaben.
Die Abholzungspläne waren innerhalb Ugandas sehr umstritten. Während Umweltschützer negative Folgen wie den Verlust Hunderter bedrohter Arten, verstärkte Erosion, die Schädigung der Lebensgrundlagen der lokalen Bevölkerung bis hin zur Beeinträchtigung von Wasserhaushalt und regionalem Klima befürchteten, hofften Befürworter auf die Schaffung von Arbeitsplätzen durch das Projekt. 3500 Arbeitsplätze sollten laut einem Dokument des Kabinetts entstehen und Steuereinnahmen von 11,5 Milliarden Uganda-Schilling (entspricht ca. 5,3 Millionen Euro) generiert werden.
Kritiker, darunter etliche Parlamentarier, wiesen auch darauf hin, dass der Plan illegal sei, da er gegen die Verfassung verstoße. In einer Umfrage der Zeitung New Vision gaben 81 % der befragten Parlamentarier an, den Plan abzulehnen. Der Kabaka (König) von Buganda sprach sich gegen die Abholzung aus und bot als Alternative Land außerhalb des Waldes an. Auch die anglikanische Kirche in Mukono hat Alternativland angeboten.
Bei einer Demonstration von etwa 1000 Menschen in Kampala für den Schutz des Mabira-Waldes wurden mindestens drei Menschen getötet. Ein der Plünderung Verdächtigter wurde von Wächtern erschossen, ein Passant wurde von Querschlägern getroffen. Es kam auch zu Ausschreitungen gegen Asiaten, da die Mehta Group in indischem Besitz ist; Demonstranten steinigten einen Asiaten zu Tode. Ferner wurde auf Plantagen der Scoul Feuer gelegt und mittels E-Mails und SMS zum Boykott des Lugazi-Zuckers der Scoul aufgerufen.
Nach der Demonstration in Kampala wurden etwa 32 Personen verhaftet, darunter die Parlamentarier Beatrice Anywar Atim und Hussein Kyanjo. Ihnen werden Mord, Volksverhetzung und Terrorismus vorgeworfen. Ein Anwalt sagte aus, die beiden seien in der Haft geschlagen und verletzt worden. Ihre Verhaftung führte zu weiteren Protesten. Am 27. Juli sollen sie vor Gericht kommen.
Museveni kündigte danach an, an dem Abholzungsplan festzuhalten. Er werde sich „nicht von Leuten abhalten lassen, die nicht sehen, wo die Zukunft Afrikas liegt“. Die Aktivisten der Save Mabira-Bewegung verstünden nicht, dass die Zukunft aller Länder in der Verarbeitung (von Gütern) liege. Im Mai 2007 gab der Umweltminister bekannt, dass die Pläne suspendiert würden und die Regierung sich bemühe, Alternativland für die Mehta Group zu finden.
Ähnliche Fälle waren die Freigabe des Butamira-Waldes für Zuckerrohr- und des Waldes auf der Insel Bugala im Distrikt Kalangala für den Palmölanbau. Während Uganda vor 40 Jahren zu 20 % bewaldet war, sind davon heute noch 7 % geblieben.